# Madden NFL 09
Madden NFL 09 est un jeu vidéo de sport (football américain) sorti en 2008 sur Xbox 360, Xbox, PlayStation 3, Nintendo Wii, PSP et Nintendo DS. Le jeu a été développé par EA Tiburon et édité par EA Sports. Il fait partie de la série Madden NFL.
Madden NFL 09 permet d'incarner n'importe laquelle des 32 équipes de la NFL.

## Accueil
- Jeuxvideo.com : 16/20 (PS3/X360)[1]